# Эхекрат (сын Деметрия Красивого)
Экехрат (др.-греч. Ἐχεκράτης) — знатный македонянин, брат царя Македонии Антигона III Досона.
Родителями Эхекрата были Деметрий Красивый и Олимпиада, дочь Поликлета из Ларисы. Сыном Экехрата был Антигон, претендент на македонский престол после гибели младшего сына  Филиппа V Македонского Деметрия, казнённый по распоряжению Персея.